# Ivaki (Fukusima)
Ivaki (いわき市; Hepburn: Iwaki-shi) város Japánban, Fukusima prefektúrában. Alapterületét tekintve a prefektúra legnagyobb, egyben Japán 10. legnagyobb városa. Egyike azoknak a településeknek, melyeknek nevét nem kínai eredetű kandzsikkal, hanem fonetikusan, hiraganával írják. Délről Ibaraki prefektúra, keletről a Csendes-óceán határolja. Lakosainak száma 336 111 fő (2021. március 1.).
Itt található az Iwaki-Taira kerékpár-versenypálya; a város turistalátványosságai közé tartozik a Siramizu Amidadó buddhista templom és az Aquamarine Fukushima.

## Történelem
A különböző formában (いわき, 石城, 岩城, 巖城, 巌城, 磐城) lejegyzett „ivaki” szó jelentése ’sziklás vár’. A mai Ivaki területe a történelmi Mucu provincia része volt. A várost a fővárossal, Tokióval összekötő Dzsóban vasútvonal 1897-től épült ki az Ivaki környékén, Tairában bányászott szén szállítására.
A modern Ivaki 1966. október 1-jén jött létre tizennégy település (5 város, 4 kisváros és 5 falu) összeolvasztásával.
Ivakit is megrázta  a 2011. március 11-i fukusimai földrengés, mely 303 áldozatot követelt.

## Népesség
| Lakosok száma | 342 249 | 350 237 | 336 111 |
|               | 2010    | 2015    | 2021    |

## Fordítás
- Ez a szócikk részben vagy egészben  az   Iwaki, Fukushima című angol Wikipédia-szócikk ezen változatának fordításán alapul.  Az eredeti cikk szerkesztőit annak laptörténete sorolja fel. Ez a jelzés csupán a megfogalmazás eredetét és a szerzői jogokat jelzi, nem szolgál a cikkben szereplő információk forrásmegjelöléseként.